# Garamantes
Les Garamantes ou Karamantes sont un ancien peuple berbère ayant vécu entre la Cyrénaïque et l’Atlas, plus particulièrement autour des oasis de Germa (du nom de leur capitale, Garama) et de Mourzouq. 
Ils ont développé une civilisation et sont connus pour avoir été de grands bâtisseurs. Ils avaient aussi un système d'irrigation souterrain, bien avant Rome, et ont fondé plusieurs royaumes berbères, ou cités-États dans le Fezzan, en actuelle Libye, dans le Sahara.   
La plupart des informations à leur sujet nous viennent de sources grecques et romaines (le mot Garamantes, était un nom grec, que les Romains ont plus tard adopté), et aussi de fouilles archéologiques, bien que de grandes zones, riches en ruines garamantes, n'ont toujours pas été fouillées ou excavées. Une autre source d'informations est l'abondant art rupestre dans la région, qui représente souvent la vie, avant la montée en puissance de leur royaume.

## Étymologie
La provenance du nom des Garamantes n'est pas attestée par les sources antiques mais en berbère moderne, igherman / iɣerman signifie « cités » et igerramen « saintes/sacrées ». 

## Mode de vie
Les Garamantes étaient un peuple de caravaniers transsahariens, éleveurs de bétail et de chevaux, conducteurs de chars et bâtisseurs, qui maîtrisaient aussi l'architecture : ils avaient un grand nombre de cités et villages et étaient une puissance locale entre -500 et 700 de notre ère. Fermiers et marchands, leur régime était à base de raisins, de figues, d'orge et de blé. Ils échangeaient aussi du blé, du sel et des esclaves contre du vin et de l'huile d'olive importés de Rome, ainsi que des lampes à huile et de la vaisselle romaines. Selon Strabon et Pline, les Garamantes exploitaient l'amazonite dans les montagnes du Tibesti.
Dans les années 1960, des archéologues ont fouillé une partie de la capitale des Garamantes dans l'actuelle Germa (située à environ 150 km à l'ouest de Sebha) et l'ont nommée Garama (aujourd'hui Gera ; une autre ancienne capitale, Zinkekara, était située non loin de Garama). Les recherches actuelles indiquent que les Garamantes avaient environ huit grandes villes et leur capitale était Méroé, dont trois ont été étudiées à partir de 2004. Garama avait une population d'environ 4 000 à 6 000 habitants vivant dans des villages dans un rayon de cinq kilomètres. 
En 2011, l'archéologue Euthymie Nicétas a rapporté que le bon état des squelettes garamantes suggère qu'ils étaient en bonne santé et n'étaient pas soumis à des guerres régulières ou à des activités pénibles. 
« Les Garamantes présentaient un faible dimorphisme sexuel dans les membres supérieurs, ce qui est conforme au modèle des populations agricoles et implique que l'engagement des mâles dans les travaux de guerre et de construction n'était pas particulièrement intense [...] les Garamantes n'apparaissaient pas systématiquement plus robustes que les autres populations nord-africaines occupant des environnements moins difficiles, ce qui indique que la vie au Sahara n'a pas nécessité d'activités quotidiennes particulièrement ardues ».

## Histoire

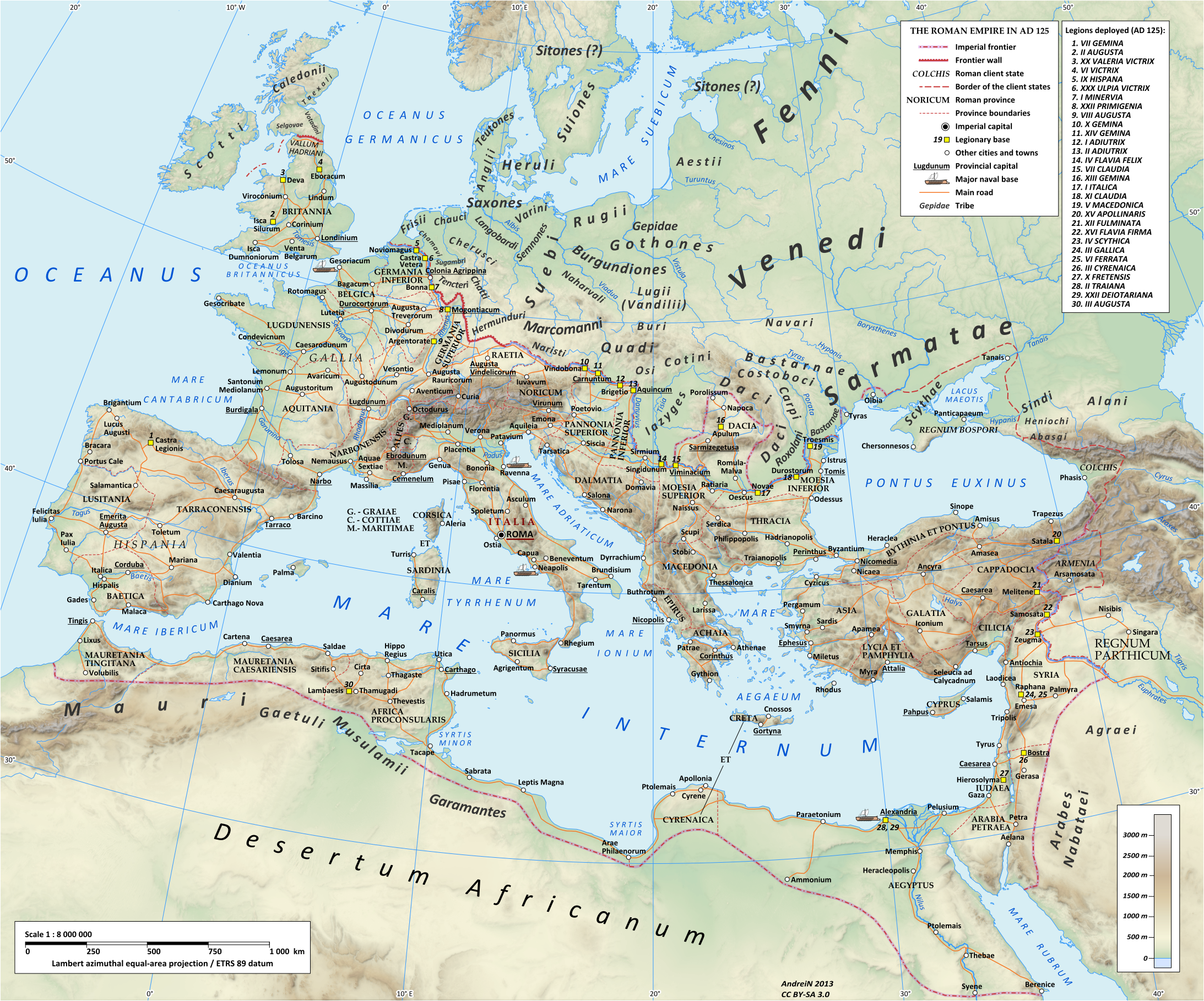
Carte de l'Empire romain sous Hadrien (117-138), montrant l'emplacement du royaume Garamante au sud de la province romaine d'Afrique proconsulaire (actuelle Tunisie, Libye).

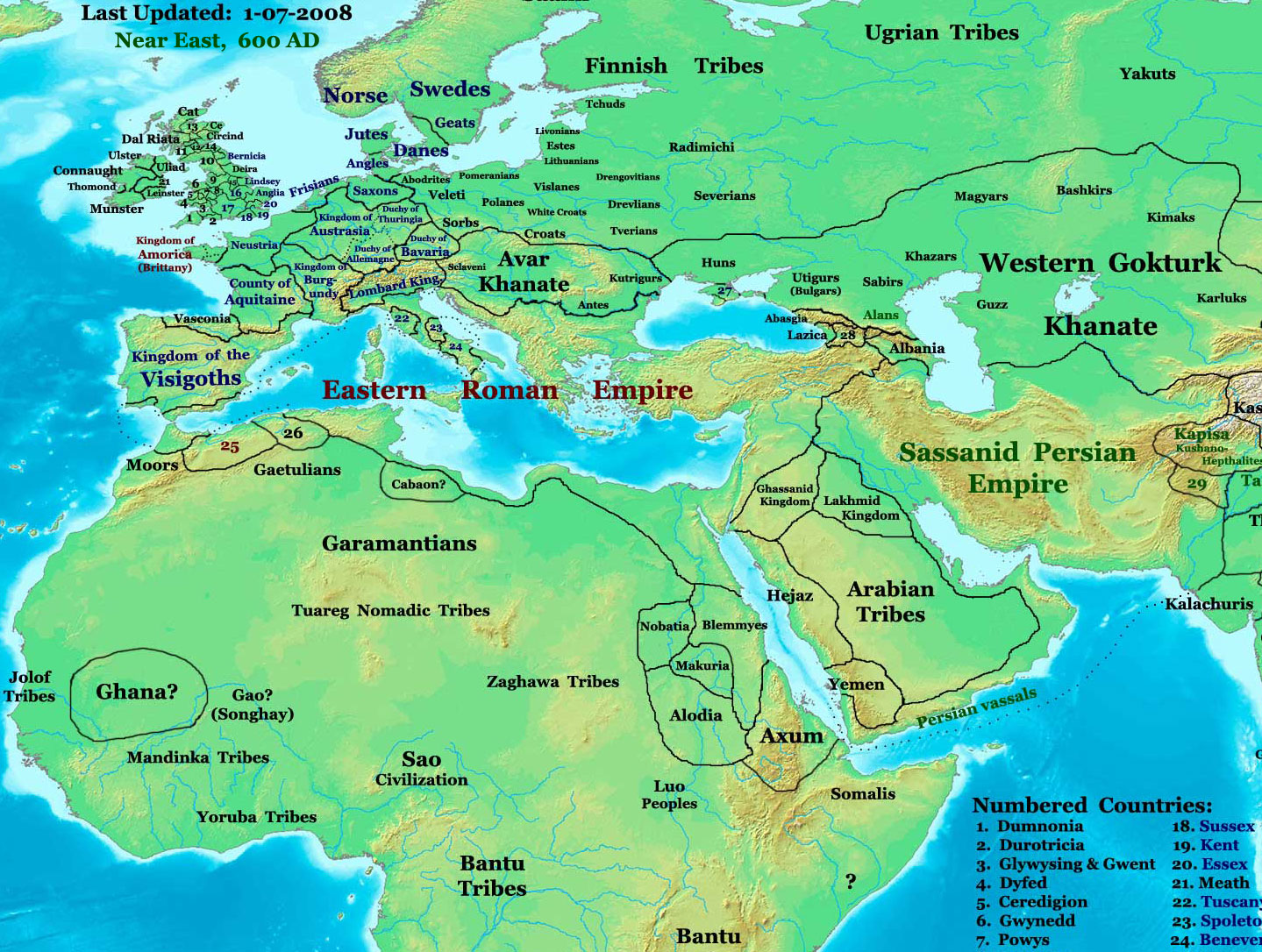
Emplacement des Garamantes dans le Fezzan vers 600, avant les conquêtes musulmanes.

Les Garamantes étaient probablement présents en tant qu'ensemble tribal dans le Fezzan en -1000. 
Au Ve siècle av. J.-C., ils sont mentionnés pour la première fois dans un document écrit par l'historien grec Hérodote, qui les localise à l’intérieur de la Libye, à trente jours de marche de la Méditerranée. Hérodote indique qu’ils pratiquaient l’agriculture et avaient de grandes plantations de palmiers-dattiers. Ils avaient des chariots rapides attelés à quatre chevaux, sur lesquels ils « pourchassaient les Éthiopiens et les Troglodytes ». 
Selon Hérodote, ils étaient une « très grande nation ». Les descriptions romaines les décrivent comme portant des scarifications et des tatouages. Tacite indique qu'ils ont aidé Tacfarinas lors de sa rébellion entre 17 et 24 de notre ère, et ont attaqué des villes côtières gréco-romaines.[réf. nécessaire]
Selon Pline l'Ancien, les Romains finirent par se lasser des raids garamantes, et Lucius Cornelius Balbus Minor prit quinze de leurs localités en -19. En 202 apr. J.-C., Septime Sévère prit la capitale de Garama.
Vers 150, le royaume garamante (dans le centre de l'actuelle Libye, le Fezzan, principalement le long du Wadi al-Ajal), couvrait 180 000 kilomètres carrés dans le sud de la Libye. Il a duré d'environ -500 à 600 de notre ère.
Le déclin de la culture garamante peut avoir été lié à l'aggravation des conditions climatiques ou à la surexploitation des ressources en eau. Ce qui est aujourd'hui le désert comptait autrefois quelques terres agricoles étendues au-delà des grandes oasis par le système d'irrigation garamante depuis 1 500 ans.   
Comme l'eau fossile est une ressource non renouvelable, au cours des six siècles du royaume garamante, le niveau de la nappe phréatique a baissé : le royaume a diminué et s'est fragmenté. En 2011 l'observation aérienne archéologique a découvert des traces anciennes de près de deux mille ans, d'une oasis asséchée, dont les habitants avaient pris le chemin d'El Jaouf vers le nord, mais sont morts de soif en route, en ordre dispersé, avant d'être ensevelis par les sables et en partie fossilisés avec leurs chevaux, leurs chariots et leurs bagages.  

### Domination romaine

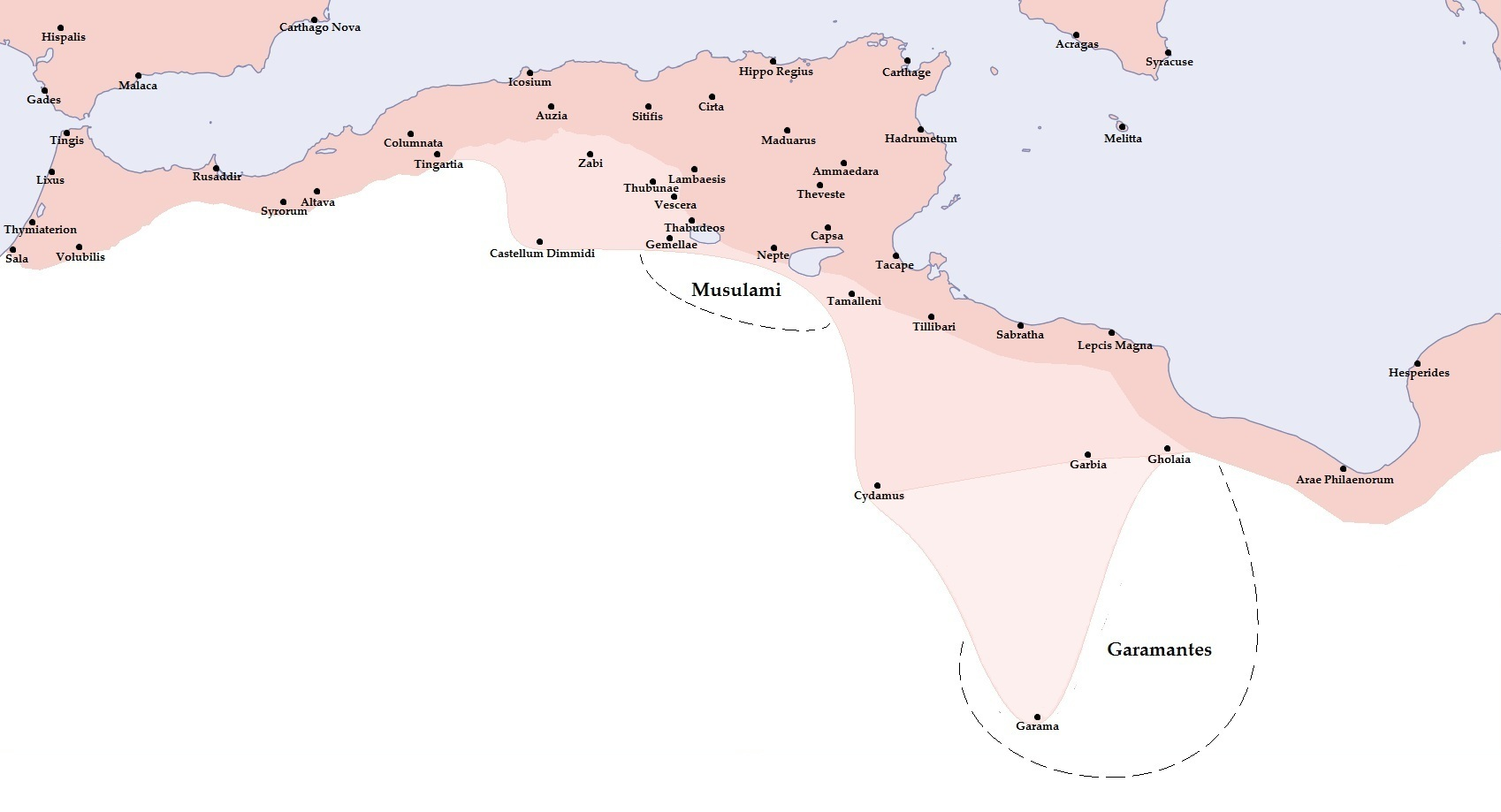
En 203, Septime Sévère conquiert la capitale des Garamantes, Garama (zone en rose clair).

Au début de notre ère, l'Empire romain était en pleine expansion et les riches colonies d'Ifriqiya – c'est-à-dire d'Afrique du Nord – devaient être pacifiées et protégées. En -20, le proconsul d'Afrique Lucius Cornelius Balbus Minor part à la conquête du pays des Garamantes et s'empare de sa capitale Garama, aujourd'hui Gera. Mais la domination romaine était précaire et quelques années plus tard, les Garamantes aident ouvertement l'ancien mercenaire numide Tacfarinas qui menait un grand mouvement de révolte contre Rome. La paix s'instaure pour quelques décennies, mais à la mort de l'empereur Vespasien, en 70 de notre ère, ils s'immiscent dans la vie politique de l'empire en répondant à l'appel des habitants d'Oea, l'actuelle Tripoli, qu'ils aident à assiéger, et piller l'opulente Leptis Magna. Il faut attendre l'avènement de Septime Sévère pour que la Pax romana s'étende sur la région. Les routes, devenues plus sûres, permirent un nouveau développement du commerce, et le pays des Garamantes connut alors son apogée. Nous pouvons avoir une bonne idée de ce qu'était vie quotidienne de la garnison d'un poste romain du Sahara libyen pacifié grâce aux ostraca, ces tessons de poterie trouvés à Bu Njem, en actuelle Libye.
Dans l'Antiquité tardive, le souvenir des Garamantes s'estompe quelque peu. Les témoignages sur cette nation que Tacite disait indomptée redeviennent vagues et entachés par le mythe. Paul Orose, prêtre d'origine espagnole qui rédigea en 416, à la demande de saint Augustin, une Histoire contre les païens, les situe « sur les bords de l'océan Méridional » qui est, peut-être une métaphore littéraire du désert, à moins qu'il s'agisse d'une allusion au lac Tchad, alors plus grand. En 569, le chroniqueur Jean de Biclar annonce la conversion des Garamantes au christianisme. Une étude récente de René Rebuffat trouve une curieuse mention du roi des Garamantes dans le Don Quichotte de Cervantès (I, 18) : Pentapolin, tel est le nom que Cervantès donna à ce géant issu de l'imagination de l'ingénieux hidalgo, et que l'on rapprochera de la Pentapole de Cyrénaïque : manifestement, le Pirée sera encore souvent pris pour un homme.

## Écriture kreda
D'après Louis Werner, leur système d'écriture était le tifinagh « ...du proto-tifinagh, presque indéchiffrable, le script des actuels Touaregs ».

## Découvertes archéologiques

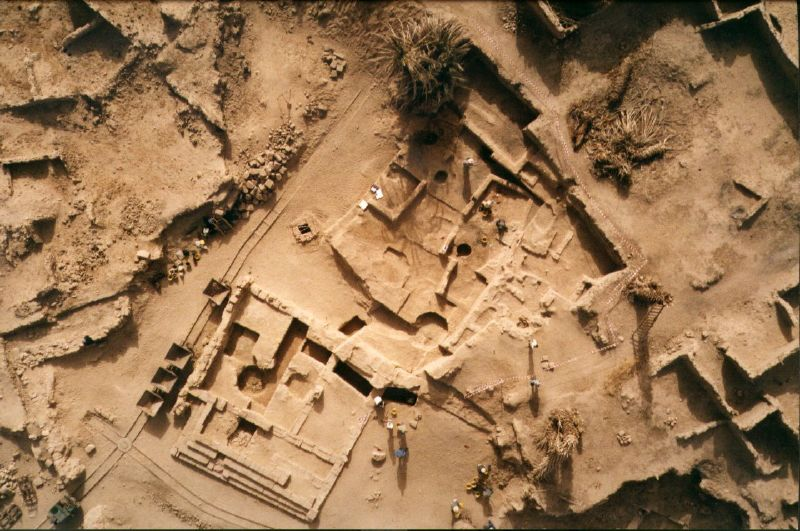
Vue aérienne du site antique de Garama.

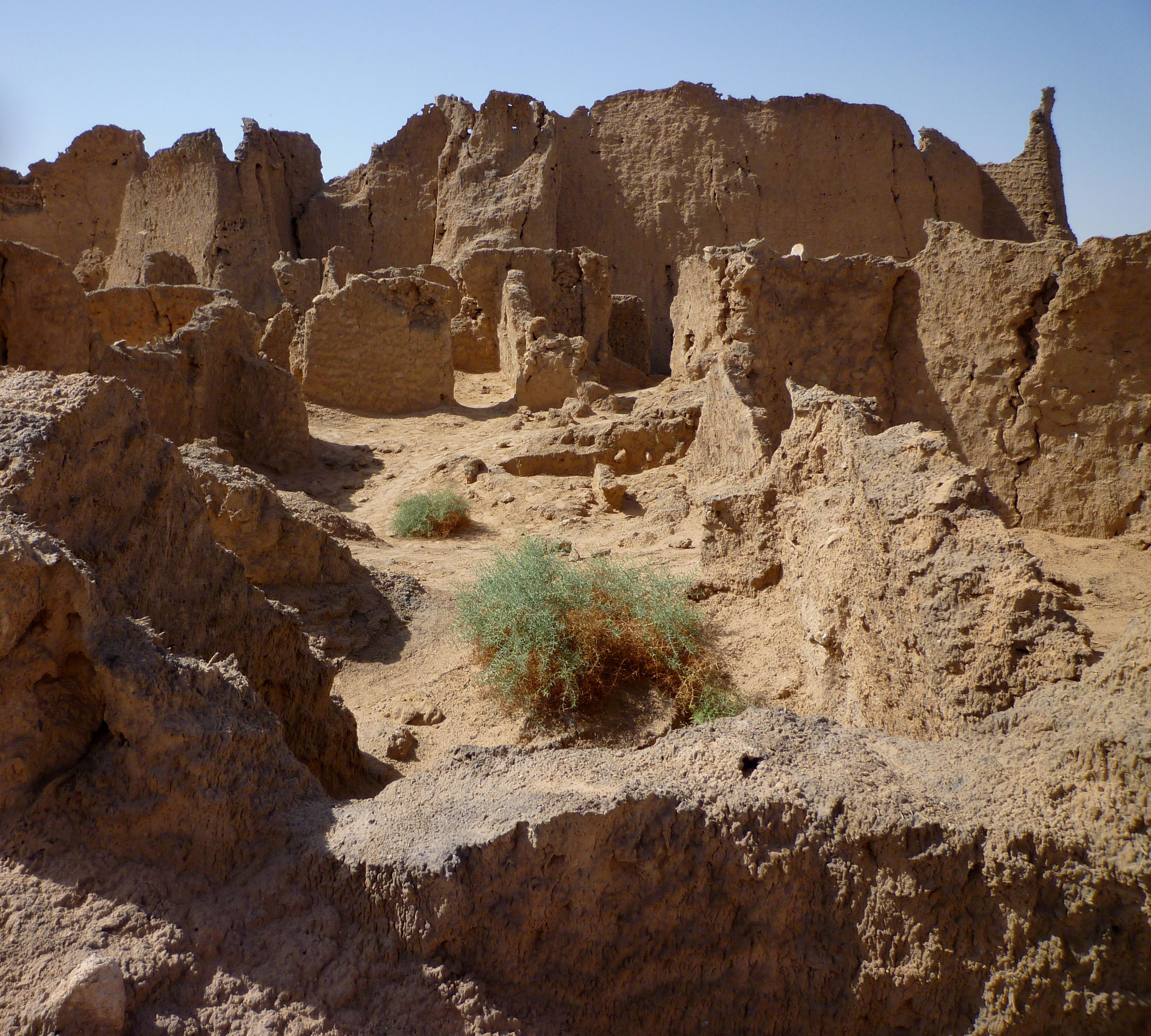
Ruines de Garama.

En 2011, des observations par satellite permettent de découvrir un grand nombre de ruines appartenant à la civilisation des Garamantes, comprenant des tombes, des fortifications et des cimetières. Ces réalisations laissent à penser à une population de plus de 500000 habitants. On découvre aussi un réseau de tunnels et de puits au moyen desquels les Garamantes accédaient à l’eau de la nappe phréatique. 
Il en ressort que cette culture était bien plus avancée et historiquement plus importante que ce que laissent entendre les historiens anciens. Les Garamantes formaient, sinon un État organisé, au moins au réseau de chefferies avec des villes et des villages fédérés. Ils avaient une langue écrite et des techniques avancées. Ils ont été des pionniers dans l’aménagement des villes, l'exploitation des mines, l’irrigation et l'urbanisation des oasis, ainsi que des maîtres du commerce transsaharien.  
Le royaume des Garamantes était aussi célèbre pour ses gemmes, ses escarboucles, et autres amazonites. 
Ce royaume qui dura plus d’un millénaire, d'au moins -800 à 600 de notre ère, s’étendait à son apogée sur un territoire de 650 000 km2. Son déclin pourrait avoir été causé par l’intensification de la désertification, et par la surexploitation des ressources hydriques.

### Vestiges et ruines
Les ruines comprennent de nombreuses tombes, forts et cimetières. Les Garamantes ont construit un réseau de tunnels et de puits souterrains pour extraire l'eau fossile depuis la couche de calcaire, sous le sable du désert. La datation de ces foggaras est contestée, ils apparaissent entre -200 et 200 de notre ère, mais ont continué à être utilisés jusqu'au moins au VIIe siècle, et peut-être plus tard. Le réseau de tunnels est connu des Berbères sous le nom de Foggaras. Le réseau a permis à l'agriculture de prospérer et a utilisé un système de travail forcé (esclavage) pour le maintenir.

## Présence dans la fiction

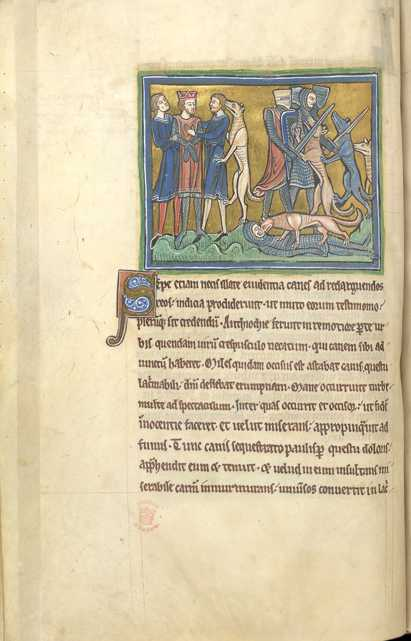
Manuscrit Bestiaire montrant le roi des Garamantes sauvé de ses ravisseurs, par ses chiens. XIIIe siècle.

Dans l’Énéide (VI, 794-795), Virgile cite les Garamantes comme l’un des peuples conquis, représentant l’étendue de la domination future (car encore à venir dans le temps du récit, aux temps mythiques d’Énée) d’Auguste : « super et Garamantas et Indos / proferet imperium » (sur les Garamantes et les Indiens, il étendra l’empire).

Dans Salammbô, Gustave Flaubert décrit les Garamantes dans les armées carthaginoises comme de mercenaires, anthropophages en cas de nécessité : 

« Le soir du neuvième jour, trois Ibériens moururent. Leurs compagnons, effrayés, quittèrent la place. On les dépouilla ; et ces corps nus et blancs restèrent sur le sable, au soleil. Alors des Garamantes se mirent lentement à rôder tout autour. C’étaient des hommes accoutumés à l’existence des solitudes et qui ne respectaient aucun dieu. Enfin le plus vieux de la troupe fit un signe, et se baissant vers les cadavres, avec leurs couteaux ils en prirent des lanières ; puis, accroupis sur les talons, ils mangeaient. Les autres regardaient de loin ; on poussa des cris d’horreur ; —beaucoup cependant, au fond de l’âme, jalousaient leur courage. »

Dans « L’Immortel », Jorge Luis Borges met en scène un tribun d’une légion romaine stationné à Thèbes en Égypte, qui part dans le désert à la recherche d'une légendaire cité des immortels. Au cours de ce voyage épuisant, il dit avoir traversé « le pays des Troglodytes, qui dévorent des serpents et manquent de l’usage de la parole ; celui des Garamantes, qui ont leurs femmes en commun et qui se nourrissent de la chair des lions ».
Dans « Le Dieu Sauvage », de la série de BD Alix de Jacques Martin, le peuple africain des Garmantes est cité comme étant un peuple aidant les Cyrénéens contre les Romains, conseillant d'utiliser la ruse plutôt que la force pure contre eux. 
Les Garamantes sont présents dans la série de jeu Total War. Ils sont une faction dans les opus Total War Rome II et Total War Attila et sont mêmes jouables dans la grande campagne de ce dernier. 